# Solomon Bandaranaike
Solomon West Ridgeway Dias Bandaranaike (en cingalés: සොලමන් වෙස්ට් රිජ්වේ ඩයස් බණ්ඩාරනායක, en tamil: சாலமன் வெஸ்ட் ரிட்ஜ்வே டயஸ் பண்டாரநாயக்கா 8 de enero de 1899-26 de septiembre de 1959) fue el cuarto primer ministro de Ceilán, actual Sri Lanka. Ejerció el cargo entre 1956 y 1959.

## Carrera política
Dejó el Partido Nacional de Unidad, de tendencia occidentalista, en 1951 y creó el Partido Libertad de Sri Lanka, nacionalista. En 1956, formando una coalición de cuatro grupos socialistas y nacionalistas, el Frente Unido del Pueblo, consiguió una victoria electoral aplastante.
Como primer ministro cambió la lengua oficial del país imponiendo el cingalés en lugar del inglés. Impulsó el budismo y estableció relaciones diplomáticas con los países comunistas.

## Muerte
Fue asesinado por Talduwe Somarama, un monje budista, en 1959; y, su esposa, Sirimavo Ratwatte Dias Bandaranaike, asumió la dirección del Partido Libertad de Sri Lanka. Ella se convirtió en la primera mujer primera ministra y ocupó el cargo tres veces.

## La vida familiar
Fue esposo de Sirimavo Bandaranaike, quien se convirtió en la primera mujer primer ministro en el mundo después de su asesinato. Fue padre de Chandrika Kumaratunga, quien posteriormente fue primer ministro y el presidente de Sri Lanka; Sunethra Anura Bandaranaike y Bandaranaike.
| Predecesor: John Lionel Kotalawela | Primer ministro del Dominio de Ceilán 1956 - 1959 | Sucesor: Wijeyananda Dahanayake |